# Джозеф Брама
Джо́зеф Бра́ма (англ. Joseph Bramah; 13 квітня 1748, Стайнборо, Барнслі, Південний Йоркшир, Англія, Королівство Великої Британії — 9 грудня 1814, Лондон, Сполучене Королівство Великої Британії та Ірландії) — англійський винахідник, відомий перш за все тим, що винайшов гідравлічний прес. Поряд з Вільямом Армстронгом, його можна вважати одним із основоположників гідротехніки.

## Біографічні дані
Джозеф був другим сином у сім'ї фермера Джозефа Брамма (англ. Joseph Bramma) та його дружини Мері Дентон (англ. Mary Denton), що мали трьох синів і дві дочки. Він отримав освіту у місцевій школі, в Сілкстоуні та після її закінчення пішов на навчання до місцевого теслі. Після опанування професії він перебрався до Лондона, де почав працювати червонодеревцем.
У 1783 році він оженився на Мері Лоутон (англ. Mary Lawton з Маплвелла, містечка, розташованого поряд з Барнслі, (Південний Йоркшир, Велика Британія), і пара облаштувалася в Лондоні. У подальшому в них народилися дочка і четверо синів. Молодята спочатку жили за адресою: Пікаділлі, 124, але пізніше переїхали на Ітон-стріт, поблизу Пімліко (невеликий район Центрального Лондона).

## Винаходи

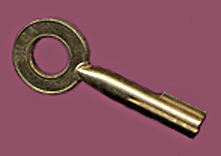
Ключ до замка конструкції Брами

Професійний столяр-червонодеревець захопився проблемою створення замка, який неможливо було б відкрити відмичками, і у 1784 році запатентував конструкцію замка, що отримав назву «помповий». Ключ у такому замку не мав звичної борідки — це був циліндр, починаючи з кінця якого вздовж були прорізані пази різної довжини. Сконструйований ним замок він виставив у вітрині свого магазину з обіцянкою виплатити винагороду у 200 гіней тому, хто зуміє його відкрити. Протягом 67 років нікому не вдавалося цього домогтися, допоки на Всесвітній виставці 1851 року, американський слюсар Альфред Чарлз Гоббс зміг відкрити замок і, після деяких суперечок щодо обставин, при яких він це зробив, Гоббсу було виплачено винагороду. Гоббс зумів впоратися з цим завданням, витративши на злам 51 годину. Брама домігся цього успіху завдяки створенню низки складних високоточних інструментів, які послужили початку бурхливого розвитку машинобудівного виробництва в Англії у XIX-му столітті.
Але найважливішим винаходом Джозефа був гідравлічний прес, запатентований ним у 1795 році. Цей винахід став дуже важливим для розвитку промисловості й досі використовується як технологічне обладнання  у виробництві.

## Інші винаходи
Брама був талановитим та різностороннім винахідником, і упродовж 1778—1812 років отримав 18 патентів на різноманітні технічні рішення. Він винайшов пивну помпу (1797), стругальний верстат (1802), удосконалив машину для виготовлення паперу (1805), створив машину для друкування банкнот з автоматичною послідовною зміною серійних номерів (1806), яка використовувалась Банком Англії, розробив перову ручку власної конструкції (1809). Він також, першим запатентував технологію (спосіб) екструзії для виготовлення свинцевих труб (1797).
У 1778 році Джозеф Брама запатентував конструкцію унітаза, оснащеного мідним пневмоциліндром, що забезпечував 15-секундне змивання, та займався їх виготовленням. Його оригінальні унітази досі працюють в Осборн-гаус, помешканні королеви Вікторії на острові Вайт.

## Галерея зображень винаходів

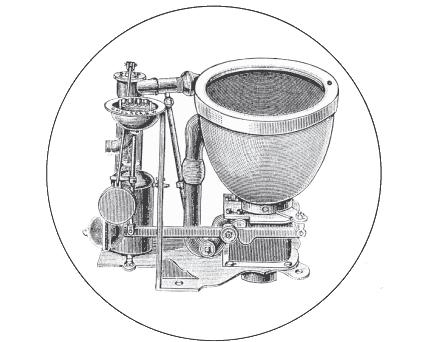
Унітаз конструкції Джозефа Брами, загальний вид
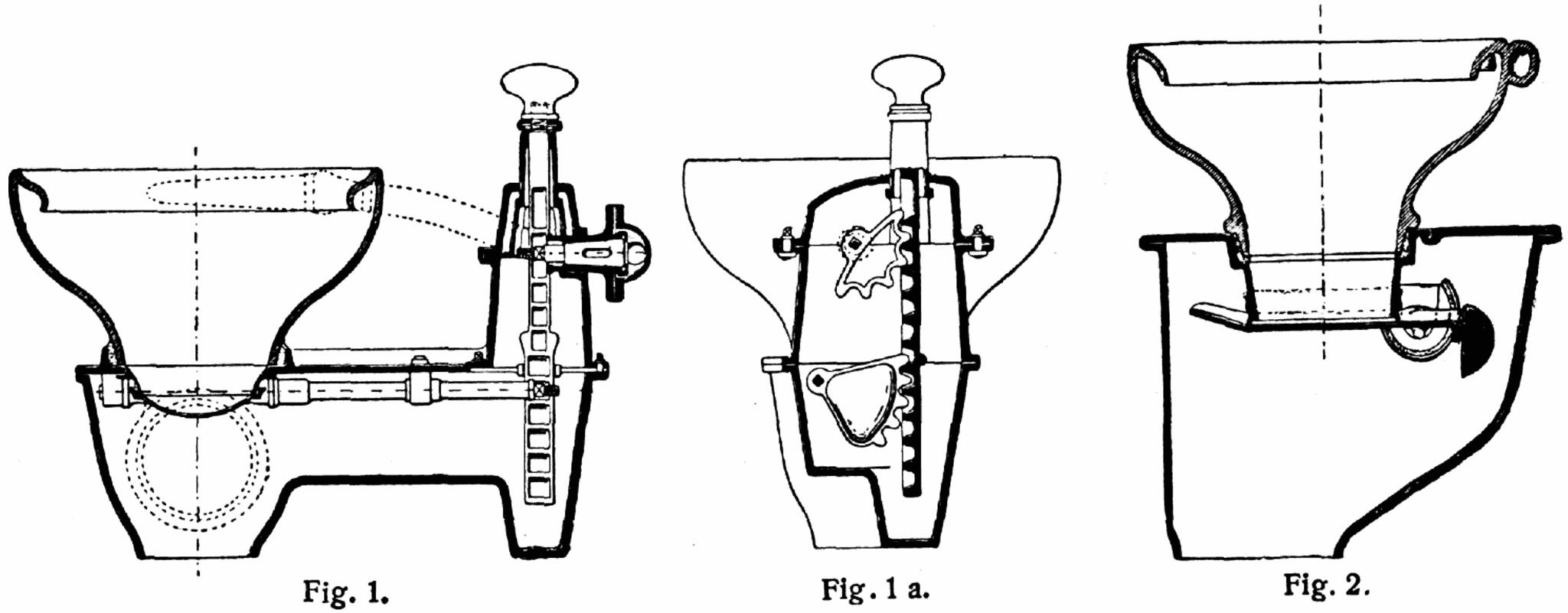
Схема конструкції унітаза Джозефа Брами (джерело: "Lexikon der gesamten Technik" Отто Люгер, 1904).
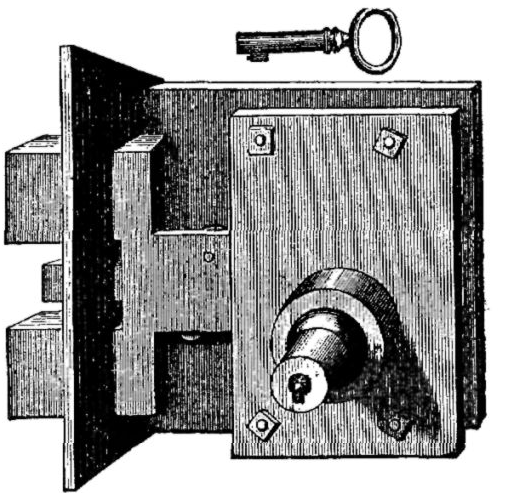
Замок конструкції Джозефа Брами, загальний вид (джерело: "Lexikon der gesamten Technik" Отто Люгер, 1904)
Будова замка конструкції Брами (верхня половина малюнків)
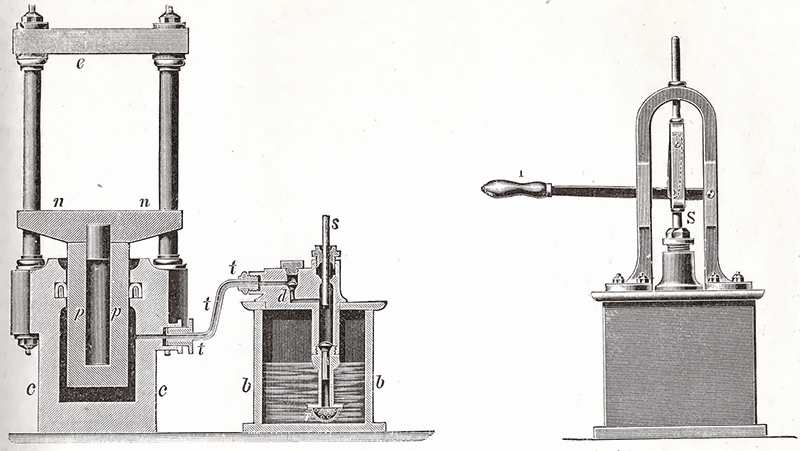
Гідравлічний прес конструкції Джозефа Брами
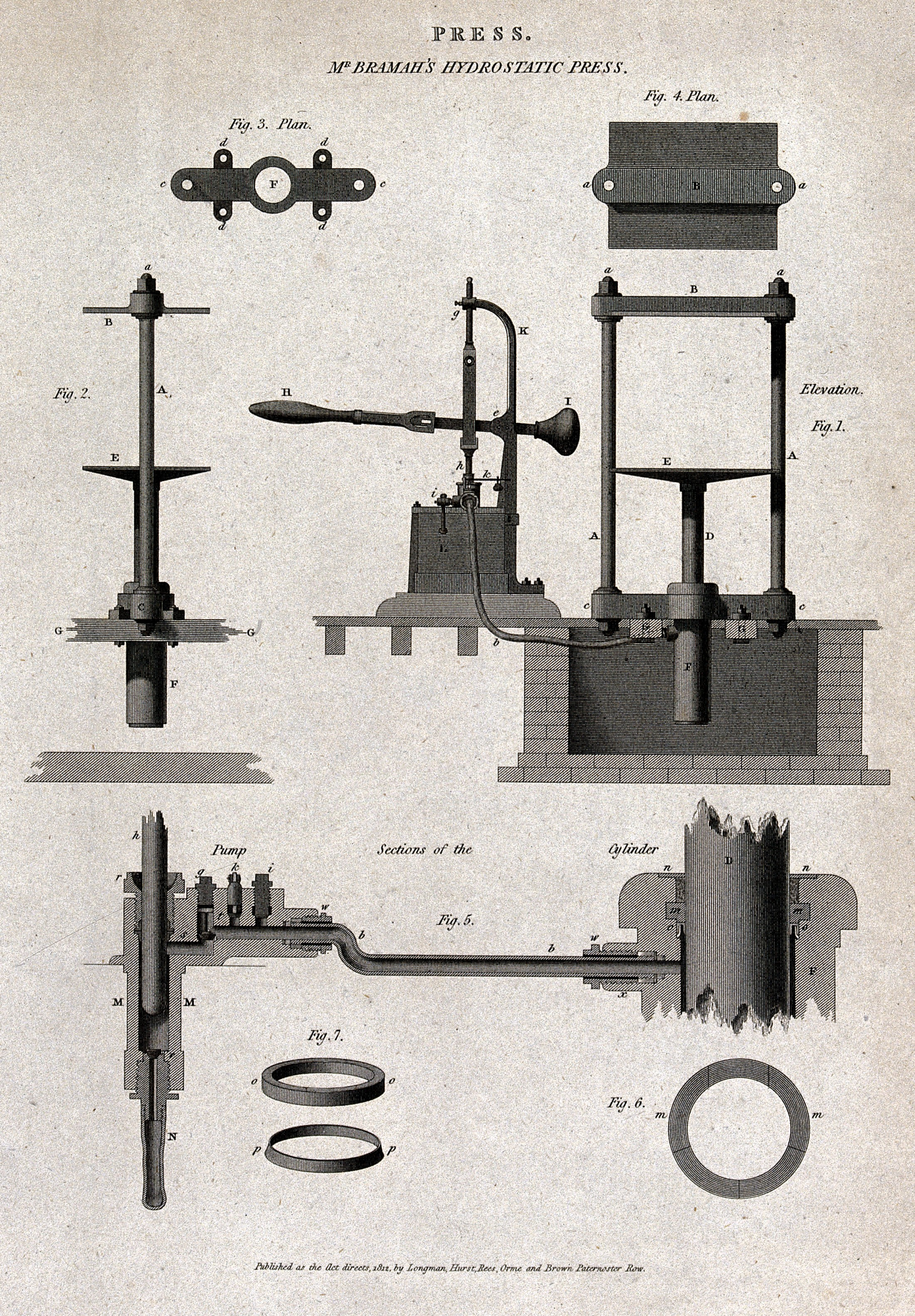
Гідравлічний прес
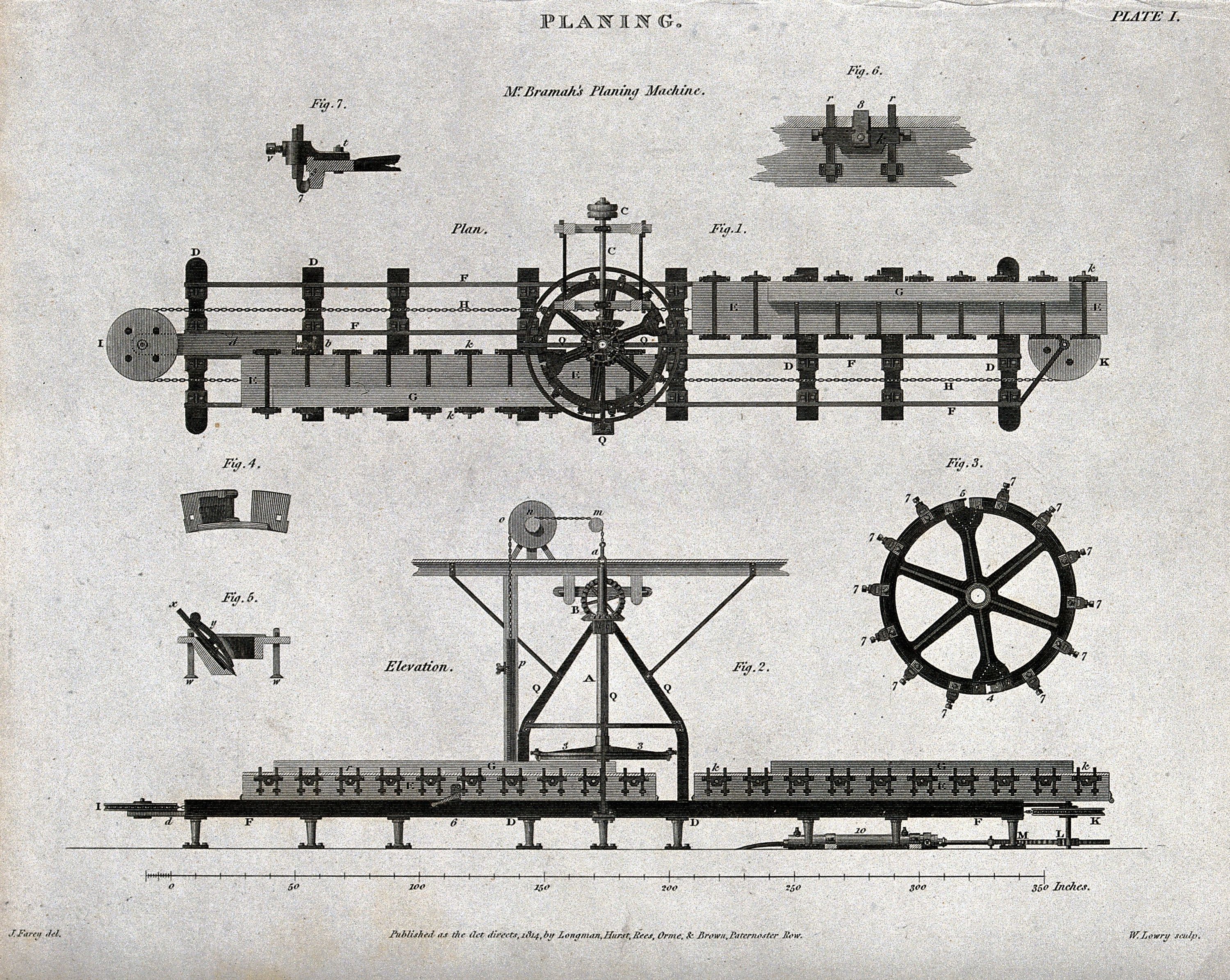
Стругальний верстат конструкції Брами
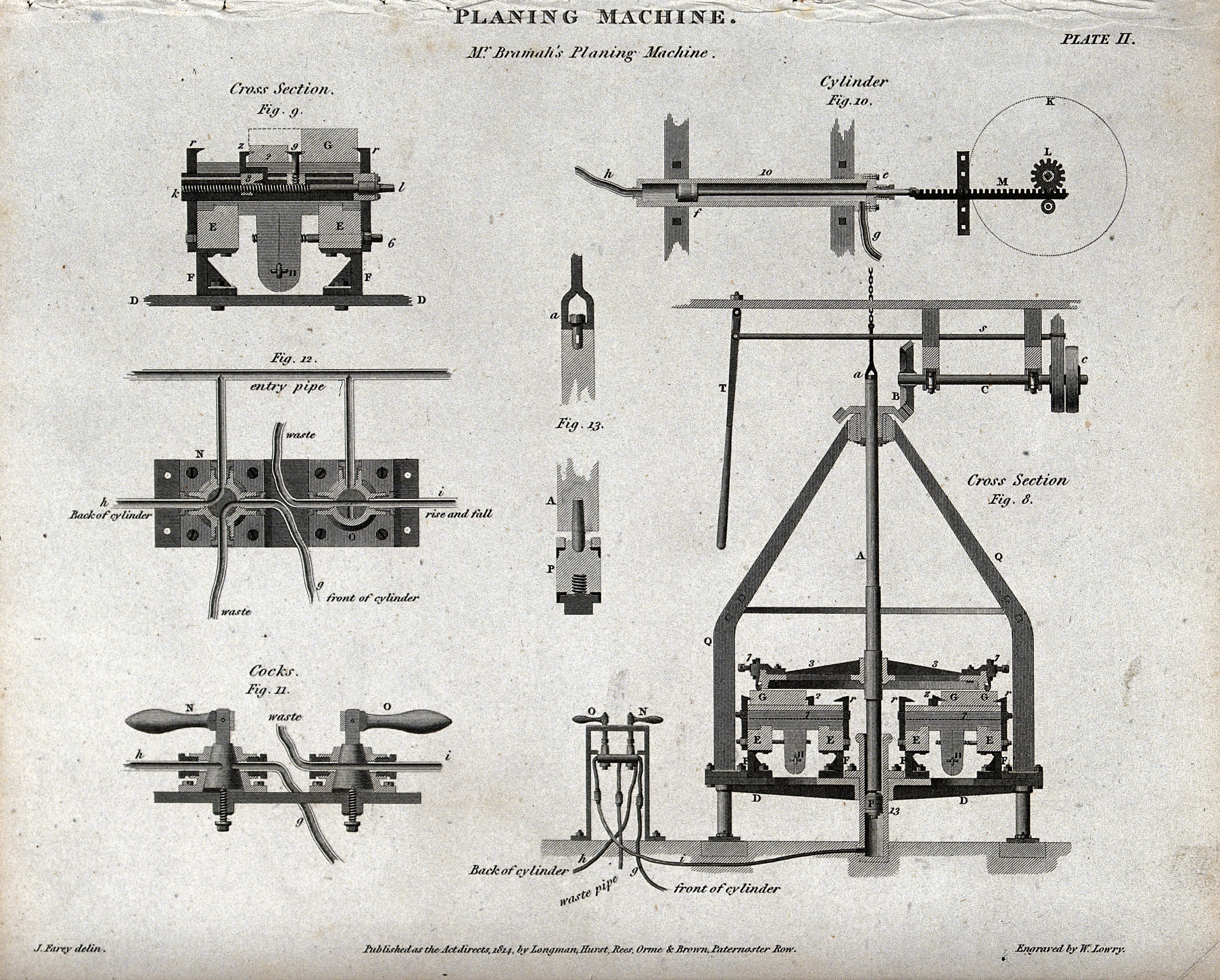
Стругальний верстат у перерізі
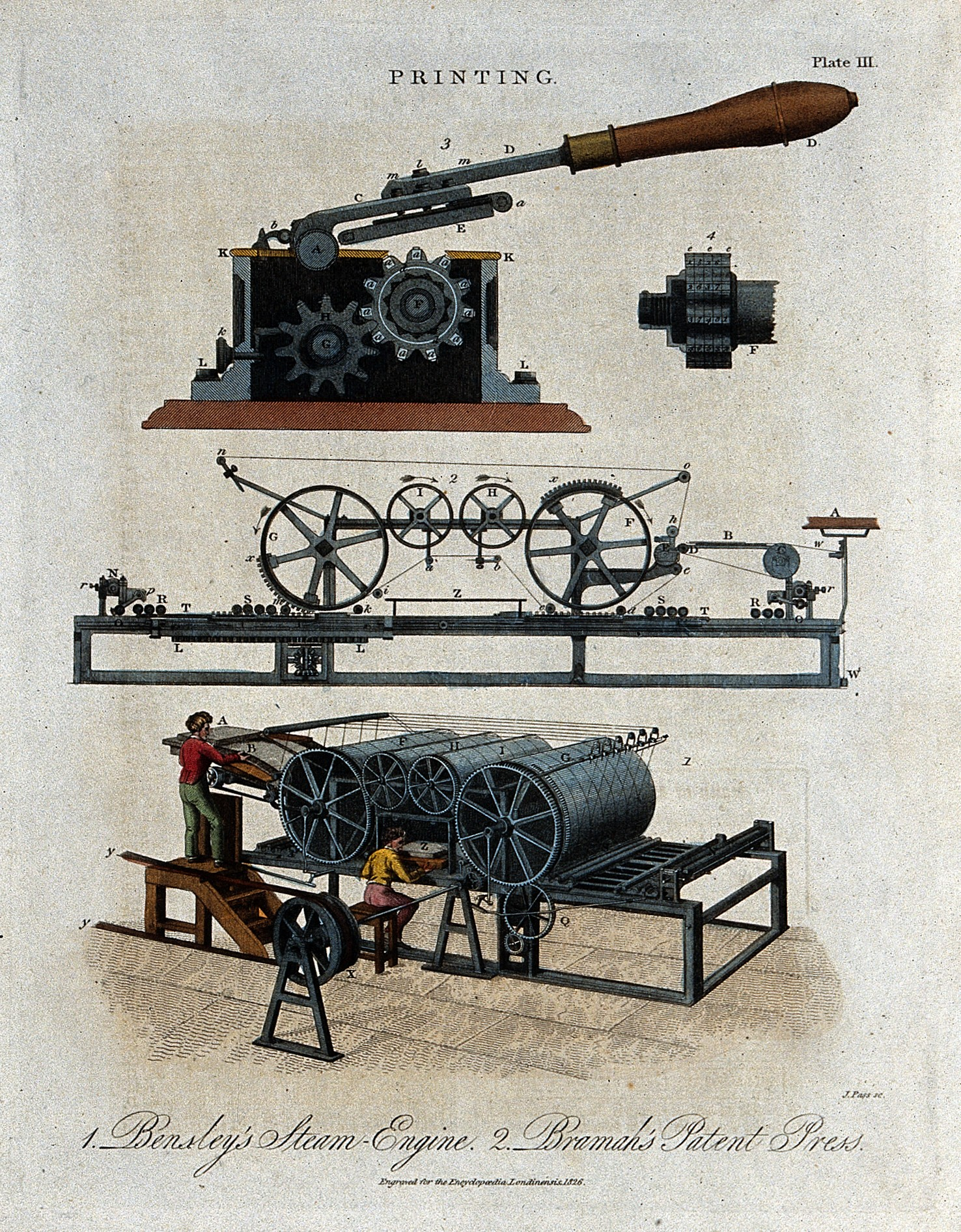
Прес для друку банкнот з послідовною зміною серійного номера
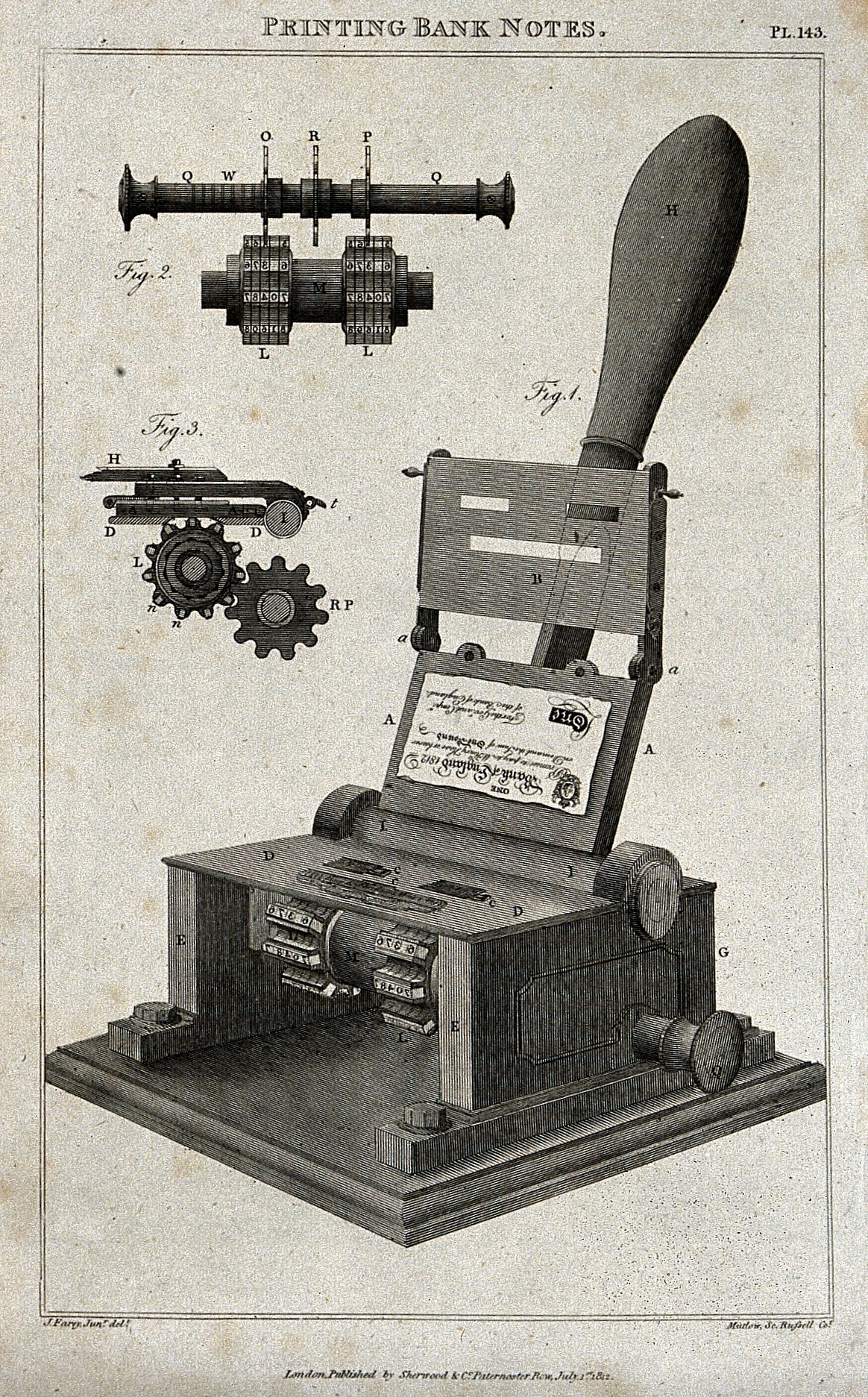
Механізм послідовної зміни серійних номерів при друку банкнот
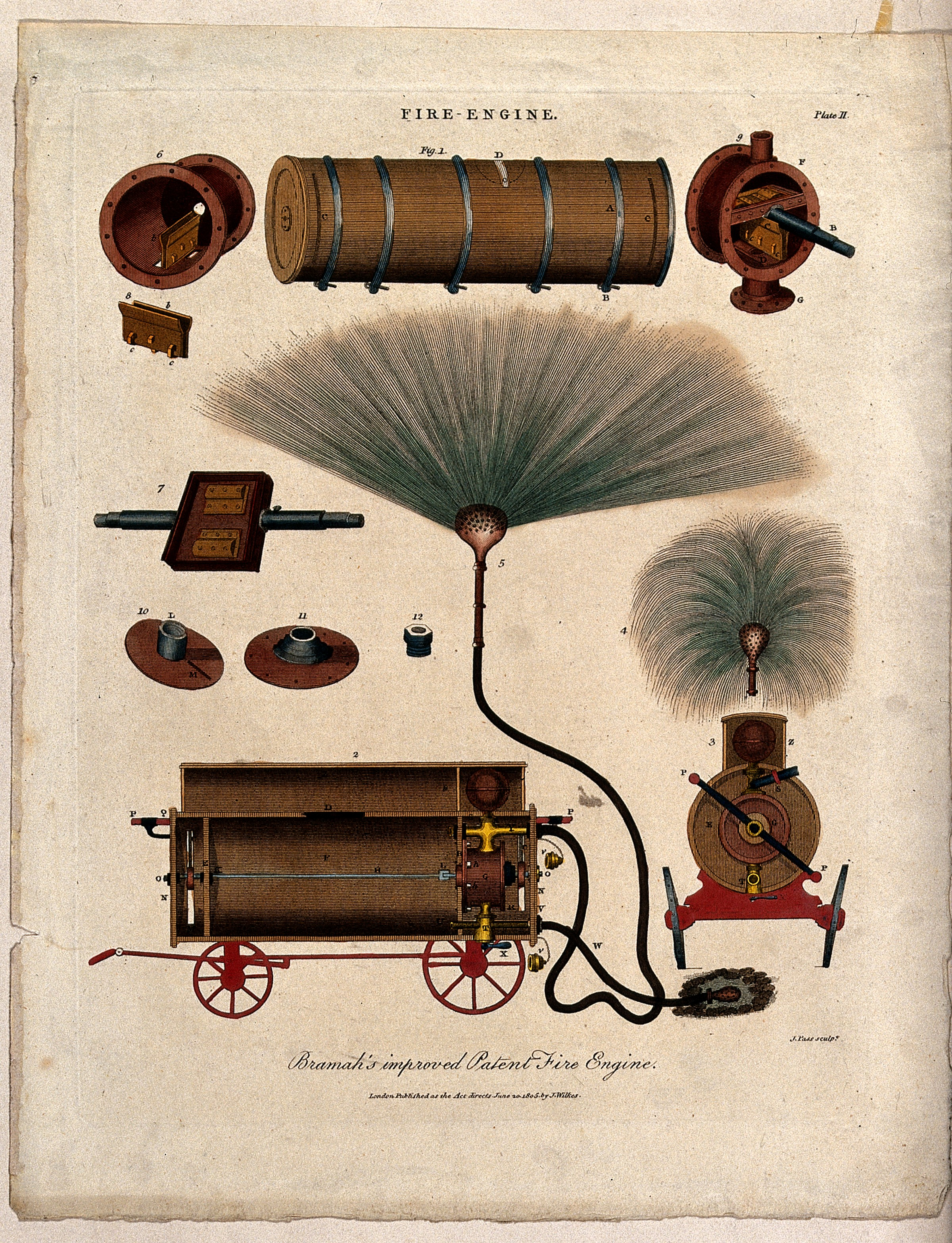
Пожежна машина (Пат. GB 179301948 від 1793)